# Age of Empires: Castle Siege
Age of Empires: Castle Siege foi um Jogo multijogador massivo online, distribuído pela Microsoft Games, sob a forma de um aplicativo do Windows. Inspirado na série Age of Empires, foi desenvolvido pela Smoking Gun Interactive e XBox Game Studios (previamente Microsoft Studios), sendo formalmente anunciado em 26 de agosto de 2014; sendo lançado para Windows Phone e Windows 8.1, com uma versão para iOS disponibilizada no ano seguinte, e uma para Android em 2017.
Diferentemente de seus antecessores, o jogo se trata de um Tower defense, e possibilita microtransações para acelerar o progresso no jogo, desenvolver o castelo e melhorar as habilidades defensivas e ofensivas.
Em novembro de 2018, a Microsoft anunciou que viria a encerrar o jogo em 13 de maio de 2019, sem, contudo, apresentar justificativas ou motivações; limitando-se a afirmar apenas que estavam animados para os próximos lançamentos da franquia Age of Empires. Após algumas horas do final do dia 13 de maio de 2019 o jogo já não estava mais acessível, e atualmente encontra-se encerrado definitivamente.

## Modo de jogo
Em Age of Empires: Castle Siege, o jogador administra e desenvolve um castelo que produz recursos, os quais podem ser utilizados para treinar e melhorar tropas e construções, além de poder efetuar pesquisas de novas tecnologias com as quais não inicia o jogo. As tropas (que incluem soldados de diversas especialidades, bem como armas pesadas de guerra) após treinadas servem para atacar o castelo de outros jogadores, com o objetivo de saquear seus recursos (fazendas, madeireiras, pedreiras, bandeiras de civilização), e assim conquistar coroas - as quais são o placar do jogo (dependendo da quantidade de coroas, o jogador poderá unir-se a outros jogadores por meio de alianças - que, cada uma, exigem uma certa quantidade de coroas para permitir o ingresso de novos membros).
A melhoria das construções é essencial para poder gerar recursos de forma mais rápida e em maior quantidade; e isto também possibilita construir e melhorar o aparato de defesa do seu castelo (muralhas, torres de arqueiros, torres de besteiros, torres de fogo grego, catapultas, estrepes, quartel general, tropas de patrulha, forças de auxílio, entre outros) - o que melhora significativamente as ações defensivas automáticas quando o jogador está ausente do jogo, e sendo atacado por outro jogador (não é possível atacar um castelo de jogador que esteja online).
O jogo conta também com missões de treinamento para que o jogador se habitue com certas estratégias e táticas de ataque, uma vez que não é suficiente simplesmente posicionar tropas em qualquer lugar do mapa do adversário, devendo o jogador pensar nos locais estratégicos para posicionar soldados que sirvam de isca para que a defesa do castelo adversário não ataque outras tropas ou armas pesadas colocadas logo atrás.
Existe um menu onde o jogador pode assistir novamente seus ataques e suas defesas, também sendo possível neste menu acessar a opção de iniciar uma batalha de vingança contra um adversário que tenha atacado seu castelo enquanto o jogo esteve desligado.
Também é possível compartilhar o replay das batalhas do jogador (ataques e defesas) em um mini-fórum da aliança, sendo também possível estabelecer diálogos neste fórum entre os membros da aliança, assim como visualizar o compartilhamento de soldados entre os membros (que são solicitados através da construção de uma base de força de auxílio no castelo).

## Construções
O castelo é construído ao lado de diversas construções posicionáveis, tais como muralhas, torres de arqueiros, fazendas, pedreiras, madeireiras, campos de fogo, armadilhas entre outros. Existem construções de caráter econômico e outras de caráter militar. As construções econômicas produzem e armazenam recursos, enquanto que as militares servem para desbloquear e treinar unidades militares (estábulo, arquearia, quartel, oficina de armas pesadas, salão dos heróis). Todas as construções podem ser atualizadas para melhorar suas taxas de produção e de armazenagem, e ao aprimorar o castelo, o jogador pode aumentar de nível e, assim, aumentar a quantidade de construções possíveis para cada espécie de construção. Existem alguns tipos de construção de impulsionamento, tais como o Mercado do Festival - algo como uma feira medieval, que aumenta a taxa de moedas de ouro recebidas através das estradas que ligam o castelo aos outros reinos (as estradas são construídas pouco a pouco, levando tempo até que o jogador evolua e conquiste todas as peças para formar as 4 estradas que se conectam ao castelo).

## Recursos
Existem 3 tipos de recursos para construções: comida, madeira e pedra. Ouro (diferentemente das versões anteriores do jogo) são a moeda do jogo, adquirida por meio das estradas conectadas ao castelo, bem como através da captura de espiões deambulando no castelo do jogador. Além disto, o ouro pode ser adquirido por meio das microtransações, e pode ser usado para acelerar o desenvolvimento do castelo e de todas as construções e tropas. Além disto, o jogador pode comprar itens decorativos (tais como bandeiras nacionais, bandeiras de guerra, estátuas, poços de água, árvores, lápides, entre outros diversos itens). Existem também construções como a Catedral e a Universidade, que produzem a todo tempo flâmulas, as quais são utilizadas para desbloquear e também aumentar o nível dos heróis (os heróis são como comandantes das tropas, e têm habilidades especiais, tais como "pausar o ataque de uma torre", "dar bônus de defesa às tropas próximas", "assustar as tropas inimigas com um elefante montaria", "converter as tropas inimigas" - assim como o padre fazia nas versões anteriores do jogo, entre vários outras habilidades). A Catedral e a Universidade também possibilitam em seus menus a melhoria de certos atributos, como o tempo de demora para treinamento das tropas antes de poder batalhar, redução da quantidade de recursos exigidos para poder construir certas construções, etc.).

## Tropas
Os exércitos são formados por 4 tipos de pelotões: infantaria, arqueiros, cavaleiros, e armas de cerco. Cada civilização possui sua tropa especial (no começo do jogo o jogador pode escolher qual sua civilização, entre bizantinos, bretões, francos, entre outras). Além disto, o jogador pode incluir em cada batalha de ataque dois heróis com habilidades especiais específicas cada um, que são as unidades mais poderosas do jogo. Todas as unidades podem ser aprimoradas ao longo do jogo, e a cada aprimoramento, o custo se torna mais alto. Para poder desbloquear os heróis, o jogador deve construir um salão dos heróis, assim como deve construir um estábulo para desbloquear e aprimorar os cavaleiros, uma arquearia para os arqueiros, uma oficina de armas de cerco para estas, e assim por diante.

## Batalha
Os jogadores devem utilizar seus exércitos para atacar os castelos uns dos outros. O jogador tem até seis minutos para destruir todas as defesas e construções do adversário, para obter eficiência de 100%. Recursos podem ser obtidos ao atacar construções de armazenamento ou produção, e flâmulas podem ser adquiridas ao destruir construções de pesquisa. O jogador é vitorioso se ele conseguir obter ao menos uma estrela de classificação. Uma estrela é concedida se o jogador conseguir destruir o castelo, ou, pelo menos, metade das construções do adversário. Outra estrela será concedida se o jogador destruir tanto o castelo quanto metade das construções restantes do adversário. Se o atacante destruir todas as construções, ganhará 3 estrelas de classificação. Se o atacante for vitorioso, ele toma para si algumas das coroas do adversário, e se o atacante perder a batalha, ele entrega algumas de suas coroas para o adversário.

## Baús de Batalha
Após destruir o castelo do adversário, o jogador pode obter recursos adicionais em forma de prêmio de batalha (madeira, pedra ou alimento). Além disto a depender do desempenho na batalha (quantidade de construções destruídas), o atacante recebe até 3 chaves para a abertura de baús com prêmios. Os baús podem ser acessados em um menu na tela do mapa do jogador (assim como outros menus), e só podem ser abertos se o jogador tiver chaves disponíveis. A cada 24 horas os 9 baús são recolocados no menu, sendo assim, se o jogador abriu apenas 3 baús dentro das 24 horas, não poderá abrir os outros 6, pois novos baús fechados serão colocados no lugar dos anteriores.

## Ligações Externas
- Site oficial